# El bosc
El bosc és una pel·lícula de 2012 dirigida pel cineasta barceloní Óscar Aibar i protagonitzada per Maria Molins i Àlex Brendemühl i registrada en el català local del Matarranya. La pel·lícula està basada a partir d'un relat d'Albert Sánchez Piñol inclòs a Les edats d'or (2001). Maria Molins va ser guardonada als Premis Gaudí 2012 per la millor actriu protagonista.

## Argument
Una família del Matarranya, Baix Aragó, amaga un secret ancestral: a la vora de la masia on viuen apareixen unes misterioses llums, un fulgor sobrenatural que es fa visible dues nits l'any, entre la malesa d'un estrany bosc. Segons la tradició familiar les llums són una porta a un altre món, d'on no torna ningú que la creua, i n'amaguen l'existència als habitants del poble més proper.
El 1936 esclata la Guerra Civil Espanyola i les milícies anarquistes prenen el poder del Baix Aragó. Ramon, el cap de família de la masia, és perseguit més per antagonismes personals que per motius ideològics: "Lo Coixo", un dels anarquistes del poble, està enamorat de Dora, la dona de Ramon, i vol aprofitar-se de l'ocasió.

## Repartiment
- Maria Molins com a Dora
- Àlex Brendemühl com a Ramon
- Pere Ponce com a lo Coixo
- Tom Sizemore com a Picket